# Chaetarcturus bathybialis
Chaetarcturus bathybialis is een pissebed uit de familie Antarcturidae. De wetenschappelijke naam van de soort is voor het eerst geldig gepubliceerd in 1963 door Birstein.